# Термінал ЗПГ Соуз Хук
Термінал ЗПГ Соуз Хук — інфраструктурний об`єкт для прийому та регазифікації зрідженого природного газу, споруджений у Великій Британії на заході Уельсу. Один із двох імпортних терміналів (поряд з Драгон), створених у Мілфордській гавані в Пембрукширі. Розміщений на місці колишнього нафтопереробного заводу компанії Esso, закритого наприкінці 1980-х років.
Термінал потужністю 21 млрд.м3 на рік ввели в експлуатацію у 2010 році. Він став найбільшим об`єктом для імпорту ЗПГ у Великій Британії та Європі в цілому, хоча може поступитись британському ж терміналу Грейн у випадку реалізації запланованого на останньому четвертого етапу розширення.
Для зберігання продукції перед регазифікацією Соуз Хук обладнаний сховищем із п`яти резервуарів по 150000 м3 кожен. Портове господарство дозволяє приймати газові танкери вантажоємністю до 250000 м3. Воно включає пірс довжиною 1 км, модернізований із старої споруди, що залишилась від НПЗ, та два нові причали.
Власниками терміналу є  Qatar Petroleum International (67,5%), Exxon Mobil (24,15%) та Total (8,35%), які отримали на 25 років право повного використання потужності об`єкту без обов`язку допуску третіх сторін.